# 12. ulanski polk (Avstro-Ogrska)
Za druge 12. polke glejte 12. polk.
12. ulanski polk  je bil konjeniški polk avstro-ogrske skupne vojske.

## Zgodovina
Polk je bil ustanovljen leta 1854. 

### Prva svetovna vojna
Polkovna narodnostna sestava leta 1914 je bila sledeča: 83% Srbov/Hrvatov in 19% drugih.
Naborni okraj polka je bil v Zagrebu, pri čemer so bile polkovne enote garnizirane sledeče: Varaždin (štab), Zagreb (I. divizion) in Čakovec (II. divizion).

## Poveljniki polka
- 1859: Carl Sturmfeder[4]
- 1865: Friedrich Berres von Perez[5]
- 1879: Sebastian Zwakon[6]
- 1914: Johann Pollet von Polltheim[7]